# Elaphria olivescens
Elaphria olivescens är en fjärilsart som beskrevs av Paul Dognin 1916. Elaphria olivescens ingår i släktet Elaphria och familjen nattflyn. Inga underarter finns listade i Catalogue of Life.